# Chromonephthea sierra
Chromonephthea sierra is een zachte koraalsoort uit de familie Nephtheidae. De koraalsoort komt uit het geslacht Chromonephthea. Chromonephthea sierra werd in 1931 voor het eerst wetenschappelijk beschreven door Thomson & Dean. 